# Třída Le Triomphant
Třída Le Triomphant je třída raketonosných ponorek Francouzského námořnictva s jaderným pohonem. Skládá se ze čtyř jednotek, přičemž stavba dvou dalších byla pro nedostatek financí zrušena. Všechny jednotky postavila loděnice DCN v Cherbourgu (nyní DCNS). Tato třída ve službě nahradila první generaci francouzských raketonosných ponorek, představovanou třídou La Redoutable. Všechny jsou stále v aktivní službě.

## Stavba
Jednotky třídy Le Triomphant:
| Jméno                 | Spuštěna | Vstup do služby    | Status  |
| --------------------- | -------- | ------------------ | ------- |
| Le Triomphant (S-616) | 1994     | 21. března 1997    | aktivní |
| Le Téméraire (S-617)  | 1998     | 23. prosince 1999  | aktivní |
| Le Vigilant (S-618)   | 2003     | 26. listopadu 2004 | aktivní |
| Le Terrible (S-619)   | 2008     | 20. září 2010      | aktivní |

## Konstrukce

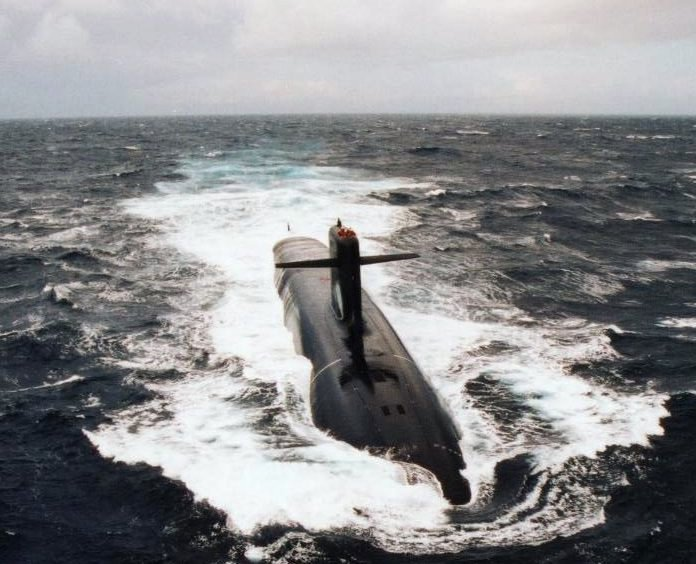
Le Téméraire (S-617)

Trup tvoří slitina oceli HLES 100. Ponorky nesou šestnáct balistických raket M45 vyráběných společností EADS Space Transportation. Střely jsou třístupňové, poháněné motory na tuhé pohonné hmoty s dosahem 6000 km. Každá raketa nese šest návratových těles, každé s jadernou hlavicí TN-71 o síle 150 kt. Poslední jednotka Le Terrible byla dokončena s novými střelami typu M51. Ty mají dosah 8000 km a nesou 12 jaderných hlavic. Ponorky také mají čtyři 533mm torpédomety, ze kterých mohou odpalovat torpéda ECAN L5 mod 3 či protilodní střely SM39 Exocet. Zásoba munice činí 18 kusů. Sonar je typu Thales DMUX 80.
Pohonný systém tvoří jeden tlakovodní reaktor K15. Dva diesely SEMT-Pielstick 8 PA 4 slouží jako pomocný pohon pro případ nouze. Lodní šroub je jeden. Nejvyšší rychlost ponořeného člunu přesahuje 25 uzlů. Maximální hloubka ponoru je 500 metrů.

### Modernizace IPER

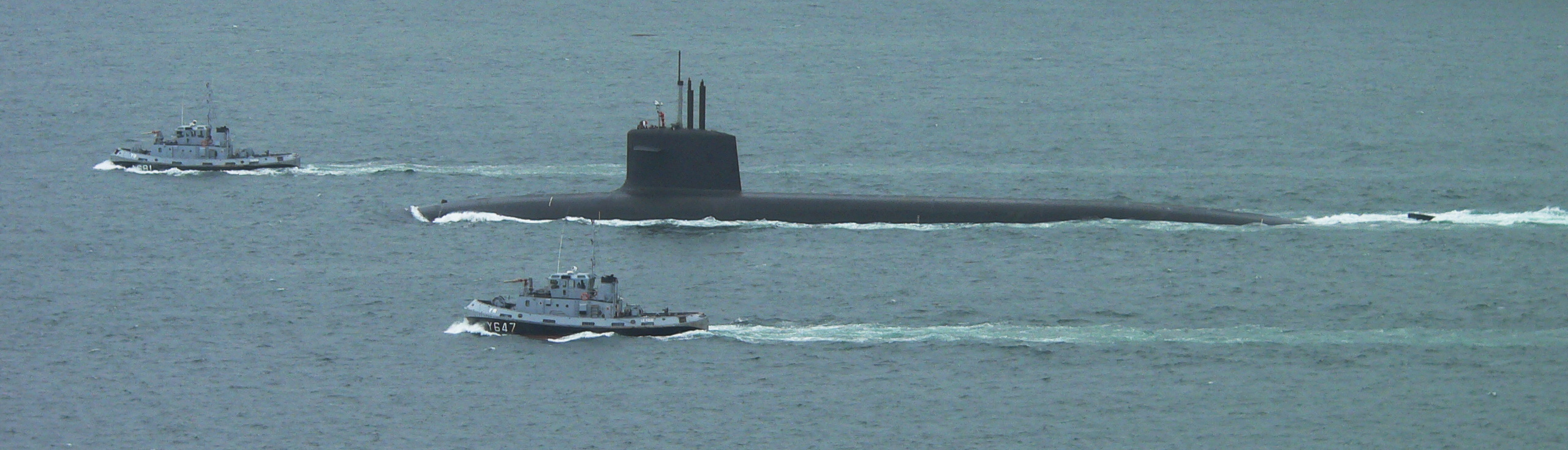
Le Terrible (S-619)

První tři jednotky této třídy postupně prošly výměnou paliva spojenou s modernizací IPER. Le Vigilant v letech 2010–2013, Le Triomphant v letech 2014–2015 a Le Téméraire do roku 2018. Modernizace plavidla dostává na úroveň nejmodernější jednotky Le Terrible. Modernizace zahrnuje například instalaci balistických raket M51, bojového řídícího systému SYCOBS a navigačního systému SGN-3E.

## Náhrada
V únoru 2021 bylo potvrzeno zahájení vývoje třetí generace francouzských raketonosných ponorek, které nesou označení SNLE 3G. Ponorky stávající třídy Le Triomphant mají nahrazovat od roku 2035 a ve službě zůstal přibližně do roku 2090. První kontrakty tohoto programu představují úvodní vývojové studie probíhající do roku 2025. Ponorky mají být mimo jiné větší a tišší. Projekt si vyžádá rozsáhlé zapojení francouzského průmyslu. Stavbu platforem má zajistit loděnice Naval Group v Cherbourgu, sonarový komplex vyvine společnost Thales a nové reaktory společnost TechnicAtome.